# Steven Müller
Steven Müller (15 de septiembre de 1990) es un deportista de Alemania que compite en atletismo. Ganó una medalla de plata en el Campeonato Europeo de Atletismo por Equipos de 2019, en la prueba de 4 × 100 m.